# Giải vô địch bóng đá thế giới các câu lạc bộ 2009
Giải vô địch bóng đá thế giới các câu lạc bộ 2009 (chính thức được gọi là FIFA Club World Cup UAE 2009 presented by Toyota vì lý do tài trợ) là một giải đấu bóng đá diễn ra từ ngày 9 đến ngày 19 tháng 12 năm 2009. Đây là Giải vô địch bóng đá thế giới các câu lạc bộ lần thứ sáu và được tổ chức tại Abu Dhabi, Các Tiểu vương quốc Ả Rập Thống nhất.
Đương kim vô địch Manchester United không vượt qua vòng loại vì họ thua Chung kết UEFA Champions League 2009 trước Barcelona, đội đến tham dự để vô địch Club World Cup lần đầu tiên. Sau khi lội ngược dòng đánh bại đội bóng Mexico Atlante ở bán kết, họ cũng làm điều tương tự trước đội bóng Nam Mỹ, Estudiantes, trong trận chung kết, thắng 2–1 sau hiệp phụ. Mauro Boselli đưa Estudiantes vượt lên dẫn trước ở phút thứ 37, nhưng Pedro gỡ hòa khi thời gian thi đấu chính thức còn một phút trước khi Lionel Messi ghi bàn thắng ấn định chiến thắng năm phút vào hiệp phụ thứ hai.
Chiến thắng này đưa Barcelona trở thành đội bóng Tây Ban Nha đầu tiên vô địch Club World Cup, và điều đó cũng có nghĩa là họ đã giành được sáu danh hiệu trong năm dương lịch 2009, đánh bại kỷ lục giành 5 danh hiệu ở châu Âu của Liverpool vào năm 2001.

## Đấu thầu chủ nhà
Vào ngày 13 tháng 8 năm 2007, FIFA thông báo rằng một cuộc đấu thầu mở cho quá trình đấu thầu cho giải đấu năm 2009 sẽ được mở vào tháng 11 năm 2007. Ủy ban điều hành FIFA đã chỉ định Các Tiểu vương quốc Ả Rập Thống nhất làm chủ nhà cho các giải đấu 2009 và 2010 vào ngày 27 tháng 5 năm 2008 trong cuộc họp của họ tại Sydney, Úc. Úc, Nhật Bản và Bồ Đào Nha cũng đăng cai tổ chức giải đấu, nhưng Bồ Đào Nha sau đó đã rút khỏi quá trình này.

## Các đội tham gia
| Đội                          | Liên đoàn        | Tư cách vượt qua vòng loại                | Những lần tham gia trước đó |
| Tiến vào bán kết             | Tiến vào bán kết | Tiến vào bán kết                          | Tiến vào bán kết            |
| ---------------------------- | ---------------- | ----------------------------------------- | --------------------------- |
| Barcelona                    | UEFA             | Vô địch UEFA Champions League 2008–09     | Lần thứ 2 (Trước đó: 2006)  |
| Estudiantes                  | CONMEBOL         | Vô địch Copa Libertadores 2009            | Lần đầu                     |
| Tiến vào tứ kết              |                  |                                           |                             |
| Atlante                      | CONCACAF         | Vô địch CONCACAF Champions League 2008–09 | Lần đầu                     |
| Pohang Steelers              | AFC              | Vô địch AFC Champions League 2009         | Lần đầu                     |
| TP Mazembe                   | CAF              | Vô địch CAF Champions League 2009         | Lần đầu                     |
| Tiến vào play-off cho tứ kết |                  |                                           |                             |
| Al-Ahli                      | AFC (chủ nhà)    | Vô địch UAE Pro-League 2008–09            | Lần đầu                     |
| Auckland City                | OFC              | Vô địch OFC Champions League 2008–09      | Lần thứ 2 (Trước đó: 2006)  |

## Địa điểm

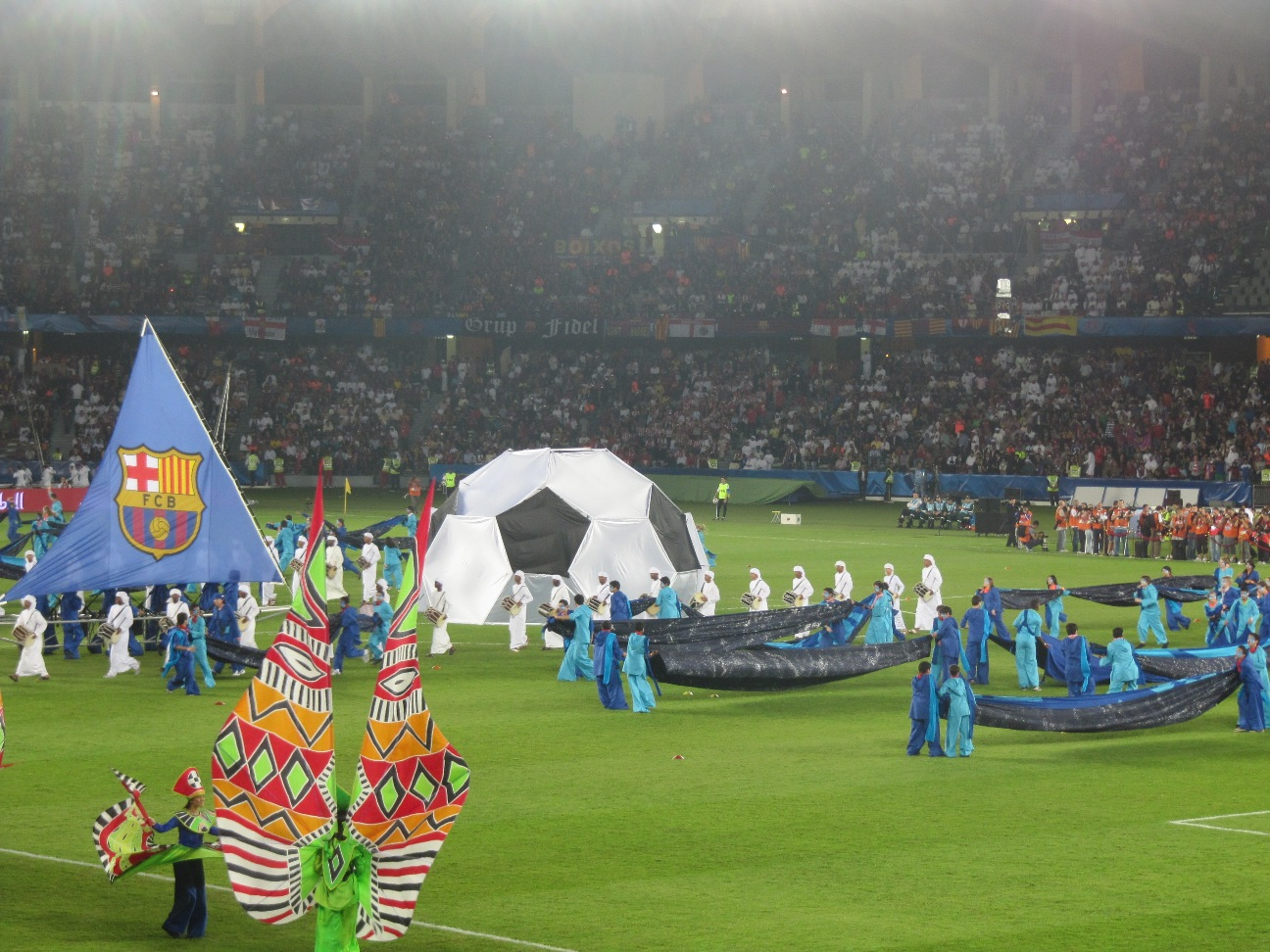
Lễ khai mạc giải đấu

Tất cả các trận đấu tại giải đấu đều diễn ra ở Abu Dhabi, với ba trận ở Sân vận động Mohammed bin Zayed và năm trận ở Sân vận động Thành phố Thể thao Zayed, bao gồm trận chung kết và trận play-off cho vị trí thứ ba và thứ năm.
| Sân vận động Mohammed bin Zayed                                                                                        | Sân vận động Thành phố Thể thao Zayed        |
| 24°27′9,95″B 54°23′31,27″Đ / 24,45°B 54,38333°Đ                                                                        | 24°24′57,92″B 54°27′12,93″Đ / 24,4°B 54,45°Đ |
| Sức chứa: 42,056 | Sức chứa: 50,000                             |
| |                                              |
| Abu Dhabi (MBZ)Abu Dhabi (ZSC)Giải vô địch bóng đá thế giới các câu lạc bộ 2009 (Các Tiểu vương quốc Ả Rập Thống nhất) |                                              |